# شركة لازوردي للمجوهرات
شركة لازوردي للمجوهرات شركة مساهمة سعودية، مدرجة في سوق الأسهم السعودي منذ عام 2016.

## التاريخ
تأسست شركة لازوردي في الرياض في عام 1980م، حيث كانت عبارة عن ورشة مجوهرات صغيرة في بداياتها. أما اليوم فهي شركة سعودية يبلغ رأسمالها 430 مليون ريال. وافقت هيئة السوق المالية اليوم على طرح 30% من أسهم الشركة للاكتتاب العام، خلال عام 2016.

## النشاط
تنشط شركة لازوردي في تصنيع المجوهرات بأنواعها (الذهب والألماس والأحجار الكريمة)، وتوزيعها للبائعين أوبيعها عبر شبكة أفرعها المنتشرة بالسعودية وخارجها، وقد قسمت نشاطها إلى ثلاث مجالات هي: التصميم والتصنيع والتوزيع. تقول الشركة إنها تقدم أكثر من 3.000 تصميم من المجوهرات كل سنة. لدى الشركة 15 معرضًا، منها 11 معرضا في السعودية موزعة على الرياض والظهران والخبر وجدة والأحساء، ومعرضين في مصر، ومعرضين في الإمارات.
يتمثل نشاط شركة لازوردي للمجوهرات في إنتاج وتصنيع وتشكيل وصياغة المشغولات الذهبية والمجوهرات والاحجار الكريمة وأطقم الذهب المشغولة بالأحجار الكريمة والسبائك الذهبية، وتوزيع النظارات الشمسية والساعات والأكسسوارات والأقلام والعطور والمنتجات الجلدية، وتصدير المشغولات الذهبية وسبائك الذهب والفضة، وصياغة وبيع وشراء المعادن الثمينة والأحجار الكريمة.
شركة لازوردي للمجوهرات قد أطلقت "مس أل" في العام 2019 كجزءٍ من الاستراتيجية التحوّلية للشركة، وسرعان ما حققت العلامة الجديدة نجاحاتٍ واعدة في عامها الثاني. إذ حققت مبيعات «مس أل» نسبة 11% من إجمالي الإيرادات التشغيلية للشركة، بزيادة قدرها 400% في العام 2020، كما أحرزت تقدّماً ملحوظاً في المبيعات الإلكترونية التي أصبحت تمثّل 18% من إجمالي المبيعات